# ميكاليس ديميتريو
ميكاليس ديميتريو (باليونانية: Μιχάλης Δημητρίου)‏ هو لاعب كرة قدم قبرصي في مركز الدفاع، ولد في 23 أغسطس 1986 في ليماسول في قبرص. لعب مع أبولون ليماسول ونادي أيك لارنكا ونيا سلاميس فاماغوستا.

## وصلات خارجية
- ميكاليس ديميتريو على موقع قاعدة بيانات كرة القدم.إي يو (الإنجليزية)
- ميكاليس ديميتريو على موقع Soccerway.com (الإنجليزية)